# Histia
Histia là một chi bướm đêm thuộc họ Zygaenidae.

## Selected species
- Histia flabellicornis Fabricius, 1775
- Histia libelluloides Herrich-Schäffer, 1850